# Мирза Ибрахимов
Мирза Аждароглу Ибрахимов (28 октомври 1911 – 1993) е азербайджански писател.

## Биография
Мирза Ибрахимов е роден на 28 октомври 1911 г. в Южен Азербайджан в бедно селско семейство. През 1919 г. се премества със семейството си в Баку. Почти дете загубва родителите си и му се налага да се издържа сам. Работи при заможни семейства, пасе овце, носи вода. През 1923 – 1926 г. учи в начално училище.
Съветската власт избавя бъдещия писател от безпризорния и тежък живот, който води. Със съдействието на пионерската организация завършва училище през 1929 г., а след това и техникум.
Първите му опити като писател са през 1930 г. Тогава той пише поредица от разкази. Чувства се особено привлечен от литературата и изпитва необходимост да се образова в тази насока. През 1933 г. завършва висш институт в Азербайджан. През 1937 г. завършва аспирантура в Ленинград. През 1941 г. защитата дисертация по филология.
Народен писател на Азербайджан (1961), общественик, академик на Азербайджанската академия на науките (1961). Герой на социалистическия труд (1981). Носител на Държавна награда на СССР (1951). Член на КПСС от 1930 г.

## Творчество
- „Хаят“ – пиеса, 1935 г.
- „Мадрид“ – пиеса, 1938 г.
- „Махабет“ – пиеса, 1942 г.
- „Ще дойде ден“ – роман, 1948 г.
- „Великата опора“ – роман, 1957 г. и др.